# Sara Björk Gunnarsdóttir
Sara Björk Gunnarsdóttir (Islandia; 29 de septiembre de 1990) es una futbolista islandesa. Juega como centrocampista en el Al-Qadsiah de la Women's Premier League de Arabia Saudí. Fue  internacional con la Selección de Islandia, de la cual es la jugadora con más presencias de la selección.

## Clubes
| Club              | País           | Año     |
| ----------------- | -------------- | ------- |
| Haukar            | Islandia       | 2004-08 |
| Breiðablik UBK    | Islandia       | 2008-10 |
| F.C. Rosengård    | Suecia         | 2011-16 |
| VfL Wolfsburgo    | Alemania       | 2016-20 |
| Olympique de Lyon | Francia        | 2020-22 |
| Juventus          | Italia         | 2022-24 |
| Al-Qadsiah        | Arabia Saudita | 2024    |

### Haukar
Gunnarsdóttir se unió al Haukar a los 6 años y permaneció en el club hasta los 18. En 2005 se rompió el ligamento cruzado anterior de la rodilla durante un partido. Debido a su corta edad, no pudo ser operada hasta un año más tarda, por lo que estuvo sin jugar durante dos años.

### Breiðablik (2008-2010)
A los 18 años Gunnarsdóttir se fue al Breiðablik UBK islandés. Sin embargo, no tuvo tanto éxito como en su equipo anterior, por lo que solo permaneció dos años en el club. Aun así, logró clasificarse para la temporada 2010-11 de la Liga de Campeones.

### Malmö/Rosengård (2011-2016)
En 2011 se trasladó al Malmö (actualmente conocido como Rosengård) de la Damallsvenskan sueca, donde coincidió con jugadoras como Anja Mittag o Marta. Gunnarsdóttir consiguió el título de liga en su primer año en el club, repitiendo en 2013, 2014 y 2015. También ganó numerosas Copas de Suecia y Supercopas de Suecia. Con el club consiguió jugar en todas las temporadas de la Liga de Campeones desde la de 2011-12 hasta la de 2015-16.

### VfL Wolfsburgo (2016-2020)
El 2 de mayo de 2016 se anunció que Gunnarsdóttir había firmado un contrato de dos años con el VfL Wolfsburgo de la Bundesliga alemana. En su primer año en el equipo, ganó la Bundesliga y la Copa de Alemania, repitiendo los mismos títulos al año siguiente. Durante la final de la Liga de Campeones de la UEFA 2017-18 sufrió una lesión, por lo que tuvo que abandonar el campo. En la temporada 2018-19, volvió a ganar el doble doméstico. En enero de 2018 extendió su contrato hasta 2020.

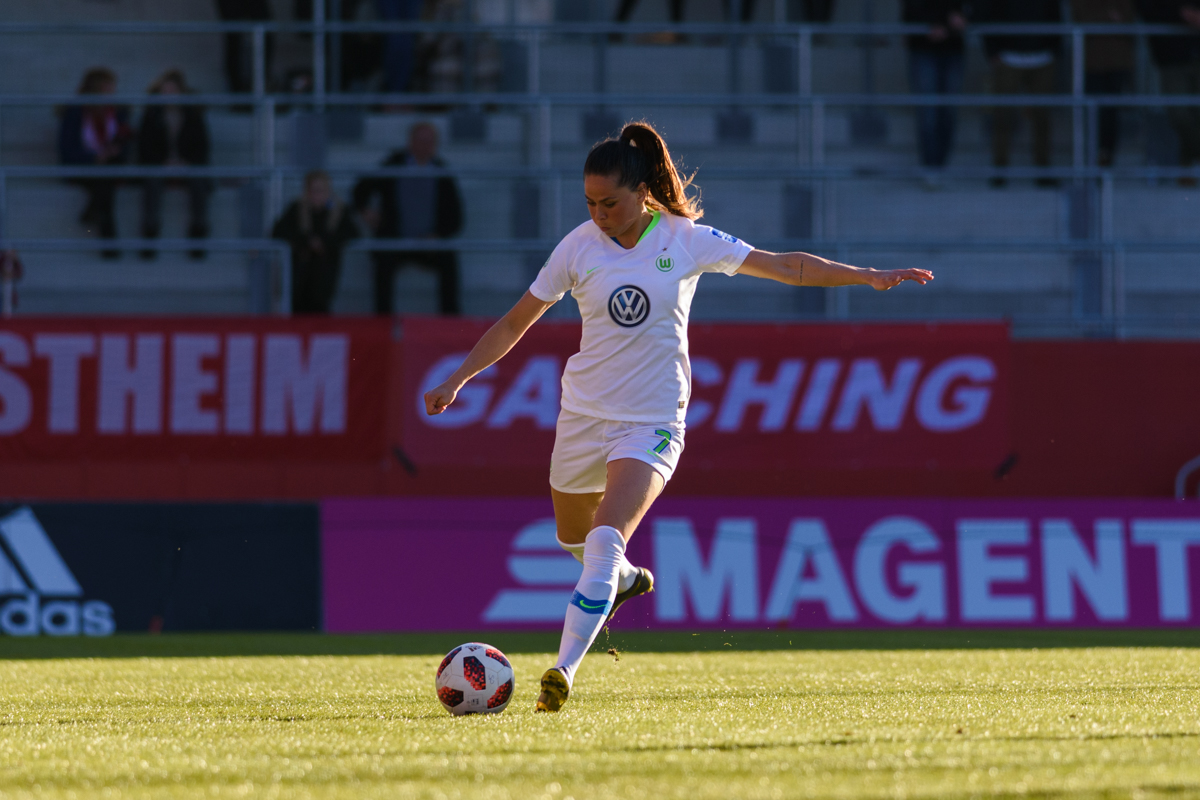
Gunnarsdóttir durante un partido con el Wolfsburgo.

### Olympique de Lyon (2021)
Durante su participación con el Lyon, Gunnarsdóttir resultó embarazada, lo que conllevó a un conflicto con su club, el cual le redujo el sueldo; por lo que la jugadora entabló una demanda ya que dicha reducción va en contra de las normas laborales. La FIFA falló a favor de la jugadora por lo que el club tuvo que pagarle una indemnización.

## Selección nacional
Tras haber jugado en las selecciones sub-17 y sub-19, Gunnarsdóttir debutó con la Selección absoluta de Islandia el 26 de agosto de 2007 en un partido contra Eslovenia. Marcó su primer gol el 7 de marzo de 2008 durante el primer partido de la Copa de Algarve de 2008.
En 2009 fue convocada para jugar en la Eurocopa de 2009. A pesar de haber perdido los tres partidos de la fase de grupos, Islandia fue el equipo que concedió menos goles. Ese mismo año, Islandia consiguió su mayor victoria tras haber ganado a Estonia por 12-0, partido en el cual Gunnarsdóttir marcó uno de los goles.
En 2013 volvió a participar en la Eurocopa. En la fase de grupos perdió un partido, empató otro y ganó el tercero, lo que le permitió jugar en los cuartos de final.
En 2014 Gunnarsdóttir fue nombrada capitana cuando la primera capitana Margrét Lára Viðarsdóttir se quedó embarazada.
Tras no haberse clasificado para el Mundial de 2015, ganó 7 de los 8 partidos de la Clasificación para la Eurocopa 2017. Durante la Eurocopa 2017 capitaneó a Islandia durante la fase de grupos.
Gunnarsdóttir cuenta con más de 20 goles internacionales y, en octubre de 2020, se convirtió en la jugadora con más apariciones en su selección, superando a Katrín Jónsdóttir con 133 partidos internacionales.

## Palmarés

### Clubes

#### Malmö/Rosengård
- Damallsvenskan: 2011, 2013, 2014, 2015
- Supercopa de Suecia: 2011, 2012, 2015, 2016
- Copa de Suecia: 2016

#### VfL Wolfsburgo
- Bundesliga: 2016-17, 2017-18, 2018-19
- Copa de Alemania: 2016-17, 2017-18, 2018-19

### Individual
- Deportista del Año del Haukar: 2008
- Deportista del Año de Islandia: 2018